# 菲利普·埃特

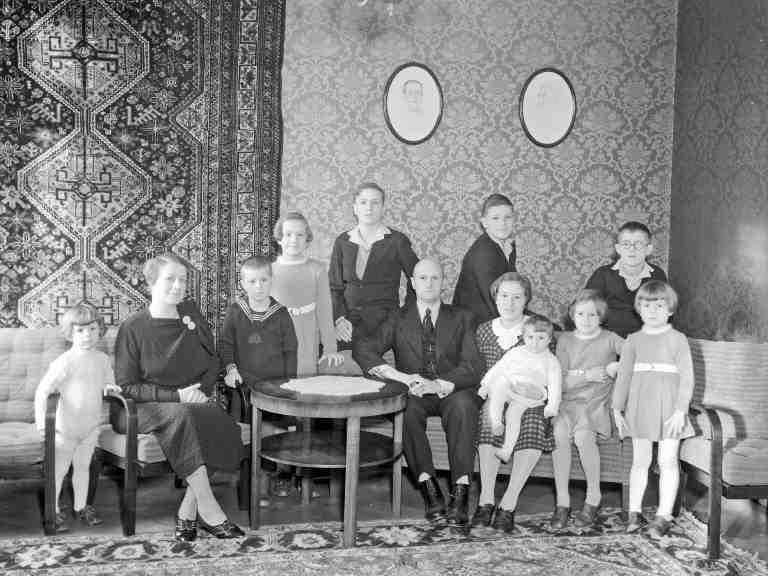
菲利普·埃特和他的家人们

菲利普·埃特 （德語：Philipp Etter，1891年12月21日—1977年12月23日），是瑞士基督教人民党政治家、律师。他于1934年至1959年入选瑞士联邦委员会，期间担任内政部长一职，并曾四次被选为联邦总统。